# Nataša Kandić
Nataša Kandić (serb. Наташа Кандић; ur. 29 września 1946 w Kragujevacu) – serbska pisarka i socjolożka, działaczka społeczna.

## Życiorys
Córka Radoslava i Very. Uczestniczka protestów studenckich w Belgradzie w roku 1968. W 1972 ukończyła studia socjologiczne na Wydziale Filozoficznym Uniwersytetu w Belgradzie i rozpoczęła pracę urzędniczki w belgradzkiej dzielnicy Palilula. Początkowo działała w ruchu związkowym w Belgradzie, w 1991 zaangażowała się w protesty antywojenne, przeciwko przymusowemu poborowi do wojska. W 1992 założyła Centrum Prawa Humanitarnego, organizację, której celem stała się dokumentacja i upamiętnianie przypadków naruszania praw człowieka. W czasie wojen w byłej Jugosławii, prowadziła dokumentację przypadków morderstw, tortur i gwałtów popełnionych na tym terenie, a także organizowała protesty przeciwko łamaniu praw człowieka. 
W 1999, w czasie wojny w Kosowie, podróżowała wielokrotnie po Serbii zbierając informacje na temat działań policji i grup paramilitarnych w czasie konfliktu, współpracowała także z albańskimi obrońcami praw człowieka. Zebrane wówczas świadectwa i dowody pozwoliły na przygotowanie aktów oskarżeń przeciwko osobom odpowiedzialnym za zbrodnie wojenne, które stanęły przed Trybunałem w Hadze. Natašy Kandić udało się zdobyć taśmę wideo z zapisem egzekucji przeprowadzonej przez oddział bośniackich Serbów na jeńcach muzułmańskich w rejonie Trnovo (był to jeden z dowodów w procesie przeciwko sprawcom masakry w Srebrenicy). W czerwcu 2005 zapis wideo zaprezentowano w telewizji serbskiej.
W 2003 przekonała grupę Albańczyków z Kosowa, którzy przeżyli konflikt w 1999, aby przyjechali do Belgradu i zeznawali w procesie przeciwko członkom oddziałów paramilitarnych, oskarżonych o morderstwa na Albańczykach. W 2003 wzięła udział w demonstracji ulicznej w Belgradzie na Placu Republiki, zorganizowanej w Międzynarodowym Dniu Pamięci Osób Zaginionych, pod hasłem ujawnienia informacji o kosowskich Serbach, którzy zaginęli w 1999. Jej obecność spotkała się z wrogością części uczestników demonstracji, którzy uznali, że dopuściła się zdrady Serbii. Jednego z agresywnych uczestników protestu, starszego wiekiem Serba z Kosowa, Kandić spoliczkowała, za co została zatrzymana przez policję. W tym samym roku organizacja reprezentująca serbskich uchodźców z Kosowa oskarżyła ją o działania wrogie wobec Serbów. W lipcu 2005 Sąd Okręgowy w Belgradzie oddalił te zarzuty.
W 2008, po aresztowaniu Radovana Karadžicia i przekazaniu go do Hagi, działacze Serbskiej Partii Radykalnej zorganizowali serię protestów, w czasie których demonstrowano wrogie postawy wobec Centrum Prawa Humanitarnego, a także samej Natašy Kandić. Siedzibę organizacji pokryto obraźliwymi napisami i swastykami, a uczestnicy protestów 15 sierpnia 2008 nieśli podobizny Kandić w mundurze nazistowskim. W 2009 Kandić ponownie stanęła przed sądem oskarżona o zniesławienie polityka Tomislava Nikolicia (zarzucała mu, że w czasie wojny w Chorwacji w 1991 zabijał osoby cywilne w rejonie wsi Matić w Slawonii). Sąd pierwszej instancji uznał jej winę i skazał na grzywnę 200 tys. dinarów. Organizacje praw człowieka działające w Serbii uznały wyrok za próbę uciszenia głosów krytyki przeciwko znanemu politykowi. Sąd apelacyjny uniewinnił Kandić od stawianych zarzutów. 5 lutego 2020 Kandić uczestniczyła w proteście przeciwko publikacji książki Vojislava Šešelja, w której zaprzeczał zbrodni w Srebrenicy. Uczestnicy protestu zostali pobici przez współpracowników Šešelja, a następnie wyprowadzeni siłą z pomieszczenia, gdzie odbywała się promocja.
Była mężatką (mąż Lazar Stojanović był reżyserem filmowym, zm. 2017), ma syna Stefana.

## Nagrody i wyróżnienia
Nataša Kandić jest laureatką ponad dwudziestu nagród. W 1999 została uhonorowana nagrodą Martin Ennals, przyznawaną przez Amnesty International i Human Rights Watch. W 2004 otrzymała nagrodę Homo Homini przyznawaną przez fundację People in Need. Miasto Sarajewo uhonorowało Kandić w 2005 honorowym obywatelstwem, a magazyn „Slobodna Bosna” ogłosił ją Postacią Roku w Bośni i Hercegowinie. We wrześniu 2006 prezydent Chorwacji udekorował ją Orderem Chorwackiej Jutrzenki.